# Aquafaba

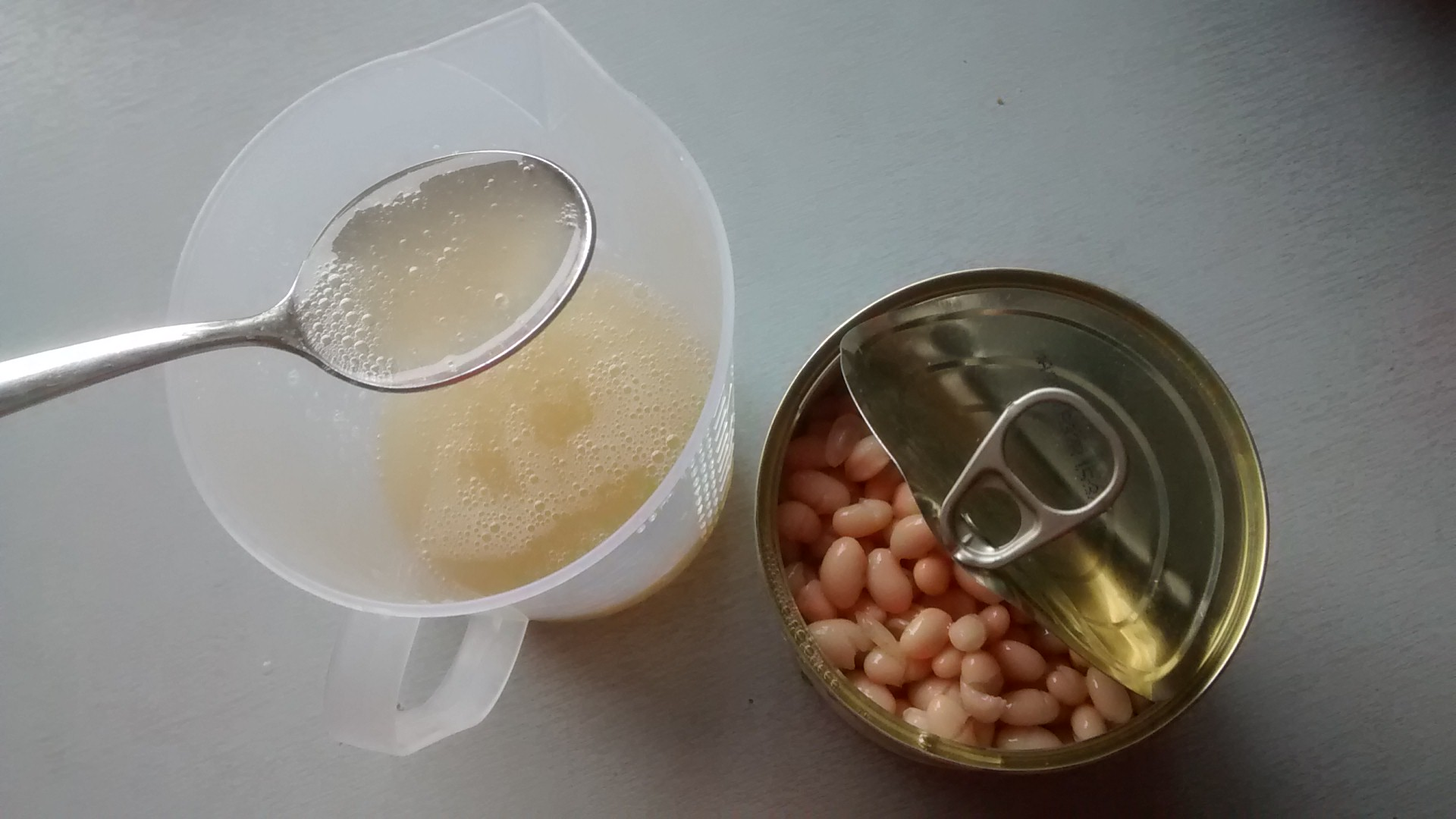
Aquafaba z plechovky bílých fazolí

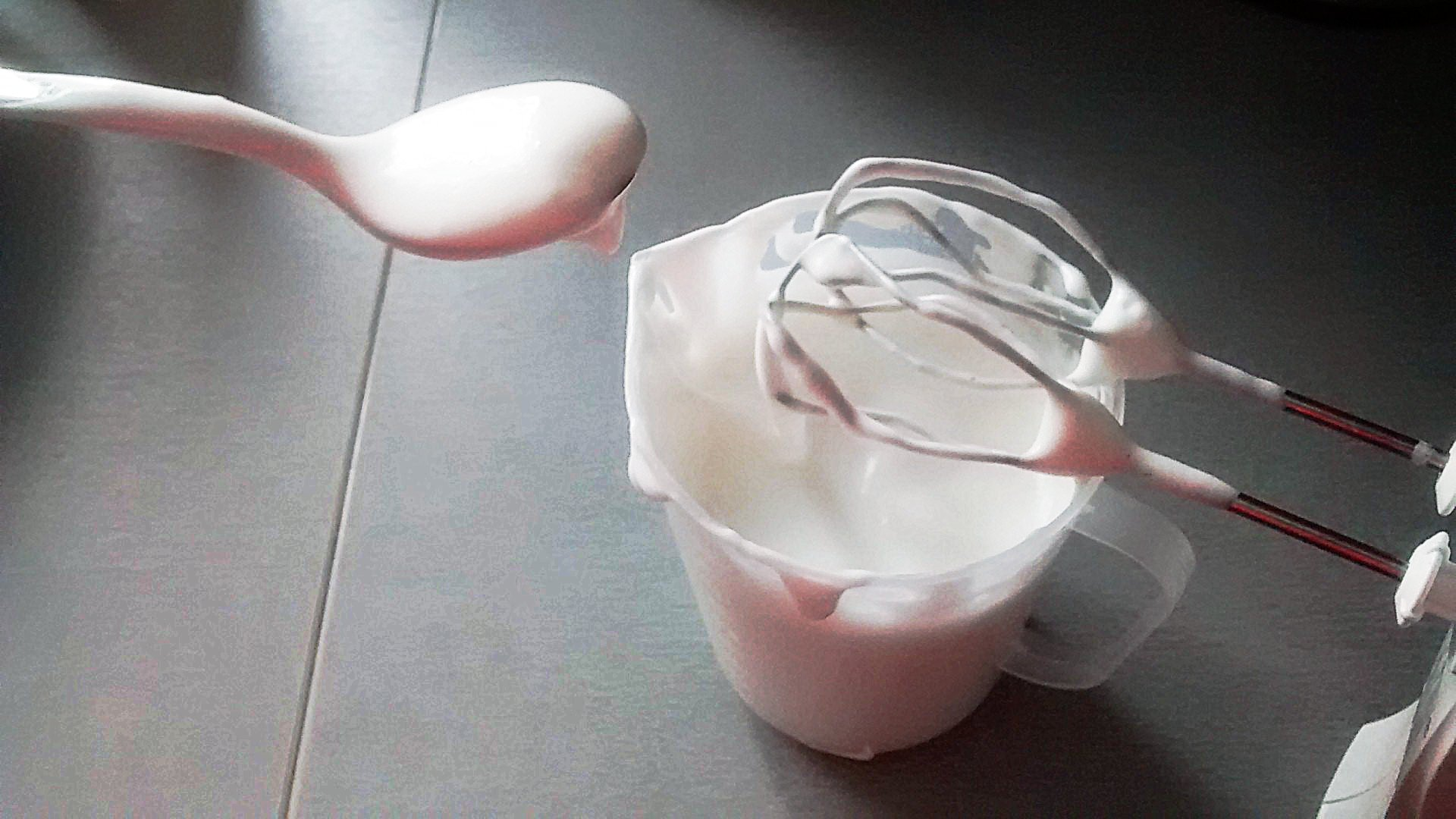
Aquafaba ve formě našlehaného sněhu

Aquafaba je viskózní voda, ve které se vařily luštěniny, například cizrna. Její využití v kuchyni objevil francouzský hudebník Joël Roessel.
Vzhledem ke své schopnosti napodobovat funkční vlastnosti vaječných bílků při vaření může být aquafaba v některých případech použita jako jejich přímá náhrada, například při přípravě sněhových pusinek a marshmallow. Její použití je obzvláště vhodné pro osoby, které se vyhýbají vajíčkům, jako jsou laktovegetariáni, vegani a lidé s alergií na vejce.

## Etymologie
Slovo „aquafaba“ je odvozeno z latinských slov „aqua“ (voda) a „faba“ (bob).

## Původ
Francouzský hudebník Joël Roessel v prosinci 2014 zjistil, že voda z konzervovaných fazolí může tvořit pěnu podobně jako proteinové izoláty nebo lněný sliz. Roessel sdílel své experimenty na blogu a publikoval recepty na île flottante, čokoládové Mousse a pusinky z cizrnové vody, aby demonstroval její pěnivé schopnosti.
Přibližně ve stejnou dobu objevil nadšenec do veganské stravy Goose Wohlt, že voda z vaření luštěnin může nahradit vaječný bílek bez nutnosti použití stabilizátorů. V březnu 2015 publikoval recept na pusinky bez vajec, jen z cizrnové vody a cukru.

## Použití

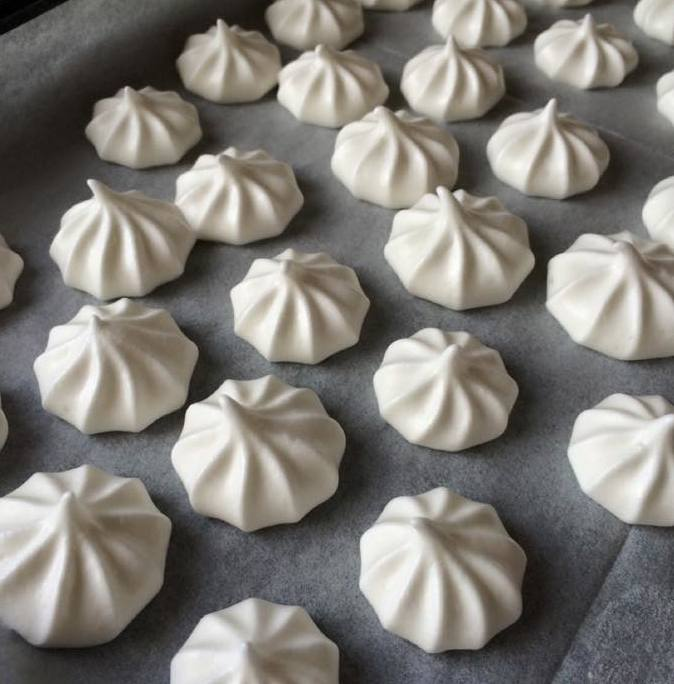
Sněhové pusinky z aquafaby

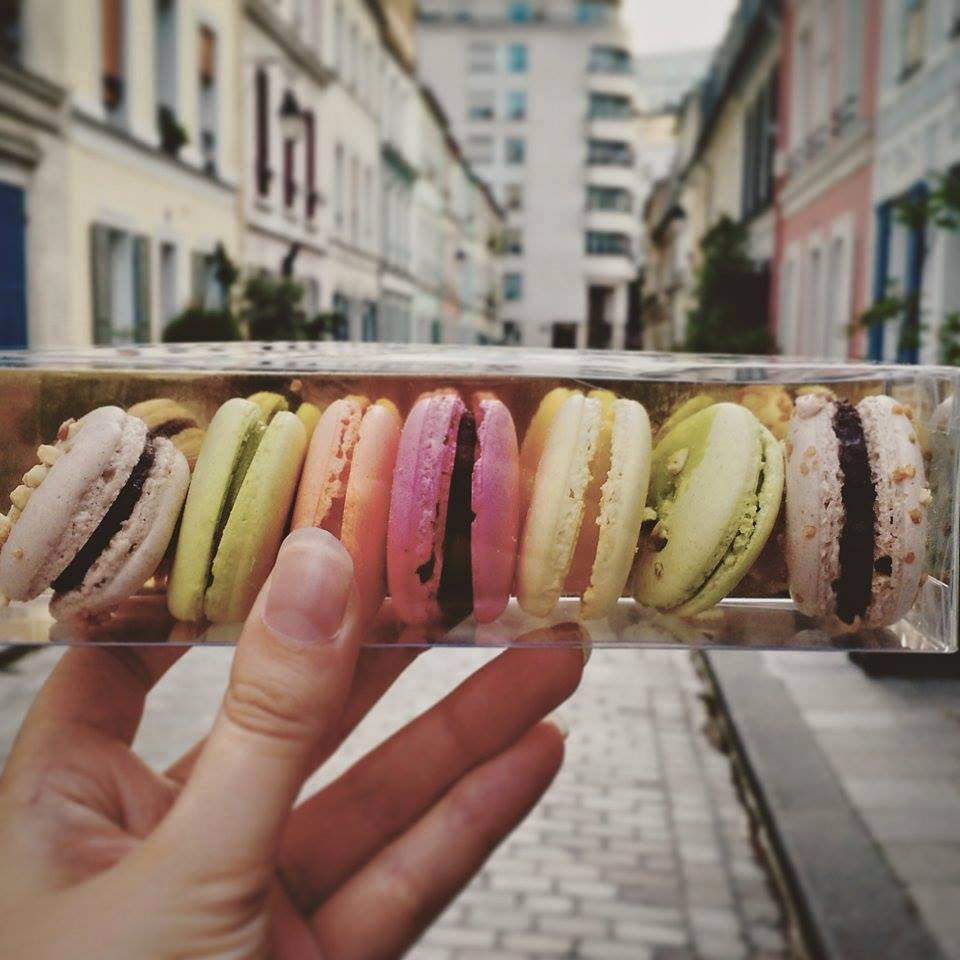
Makrónky z aquafaby

Aquafaba se používá jako náhrada vajec a vaječných bílků. Díky svému složení – sacharidům, proteinům a dalším rozpustným rostlinným látkám, které se během vaření uvolňují ze semen do vody – má široké spektrum vlastností: emulgační, pěnivé, pojící, želírující a zahušťovací.
Obecně lze vaječný bílek z jednoho středně velkého vejce nahradit 30 ml (2 polévkovými lžícemi) aquafaby, nebo jedno celé střední vejce 45 ml (3 polévkovými lžícemi).
Nejjednodušším způsobem, jak získat aquafabu, je slít tekutinu z konzervovaných nebo balených luštěnin, jako jsou bílé fazole nebo cizrna. Lze ji také získat vařením, dušením nebo ohřevem luštěnin v mikrovlnné troubě.
Mezi sladká jídla, kde se dá aquafaba použít, patří pusinky, makronky, nugát, poleva, zmrzlina, fondán a marshmallow. V slaných pokrmech ji lze využít do pečiva, jako náhražku mléčných výrobků, do majonézy, jako náhražku sýrů, do těst a jako náhražku masa.
Aquafaba obsahuje přibližně deset procent bílkovin oproti vaječným bílkům v hmotnostním poměru. Tento rozdíl v obsahu bílkovin může umožnit lidem, kteří nemohou správně metabolizovat bílkoviny (například fenylketonurici), konzumovat potraviny, jejíž hlavní složkou jsou obvykle vejce.
Aquafaba, která se svými kulinářskými vlastnostmi nejvíce podobá vaječnému bílku, se získává z cizrny a bílých fazolí. Použít se dají i jiné luštěniny, jako je hrách, čočka, sója nebo fazole, ale jejich mírně odlišné složení může vyžadovat úpravu obsahu vody pro dosažení optimálních výsledků.